# Pin sylvestre de Hanau

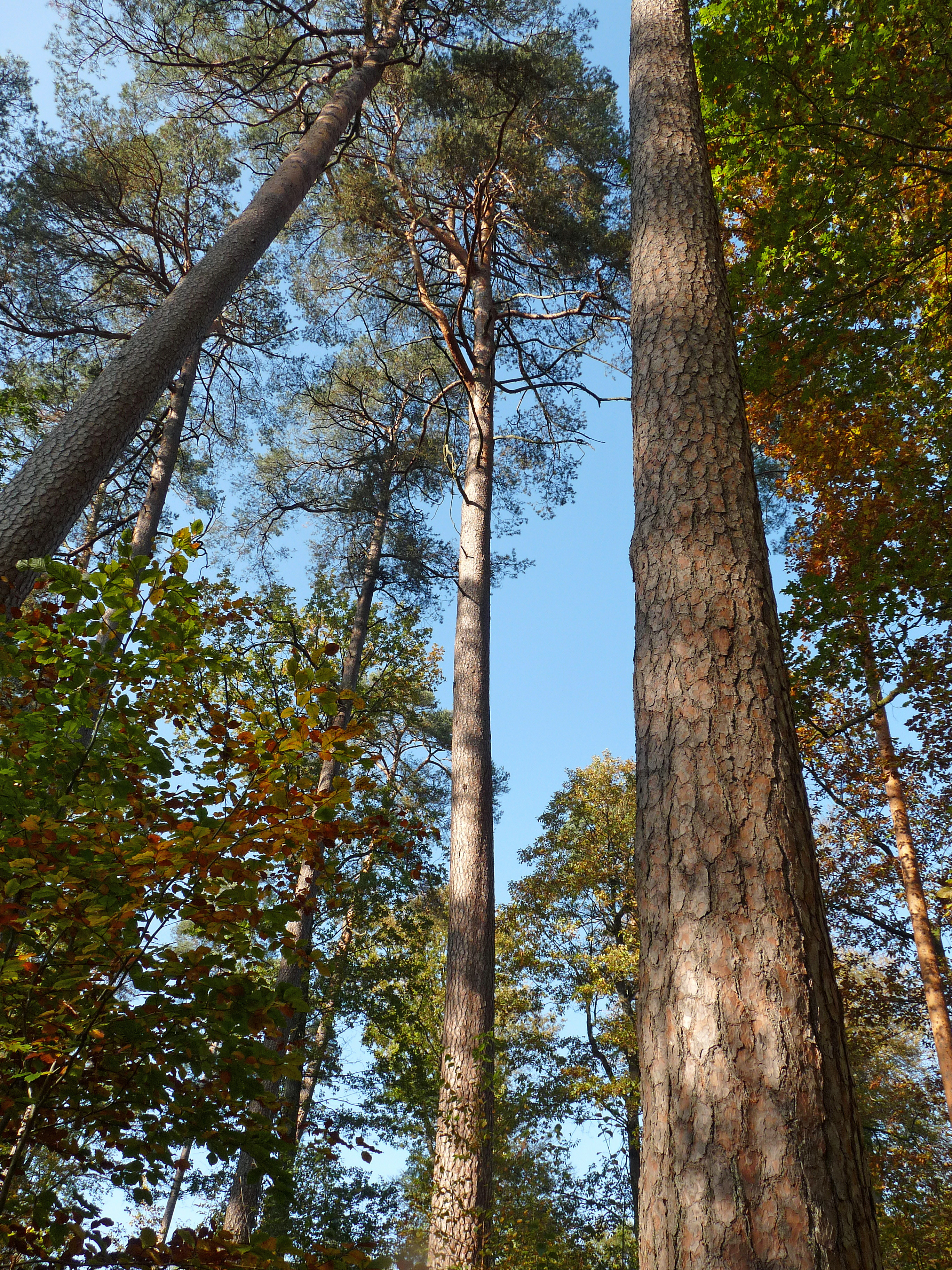
Pins de Hanau près de l'étang de Hanau

Le pin sylvestre de Hanau est une variété locale (écotype) de Pinus sylvestris que l'on rencontre dans le pays de Bitche (Moselle) et les forêts du parc naturel régional des Vosges du Nord.